# Audacious
Audacious — вільний аудіоплеєр для POSIX-сумісних операційних систем (Linux, FreeBSD, Solaris, Mac OS X), за функціональністю та інтерфейсом подібний до Winamp чи XMMS.

## Історія
У 2005 році Аріадна Конілл (Ariadne Conill) вирішив зробити форк плеєра Beep Media Player (BMP) 0.9.7.1 після того, як його автори залишили проект для створення плеєра нового покоління BMPx. Розбіжності між авторами були суто технічними, а не політичними — повноцінна підтримка ID3v2 тегів, відмінності в уявленнях про дизайн. В свою чергу, BMP заснований на XMMS1. Тепер на BMP більш подібний Audacious, а не BMPx, який пішов зовсім іншим шляхом. Багатьма Audacious розглядається як альтернатива XMMS чи заміна Winamp для Linux.
Версії 2.x не будуть мати скінів, що дозволить розмістити більше віджетів.
Головною зміною у версії 3.0 стала повна підтримка інструментарія GTK+ 3.0.

## Архітектура
Audacious написаний на C/C++ з використанням бібліотеки GTK2 і має модульну структуру. Як модулі підключаються кодеки, плагіни візуалізації, ефектів та інше. Використовуються скіни.

## Можливості
- Простий дизайн, схожий на XMMS і Winamp.
- Повна підтримка скінів Winamp'а і, починаючи з версії 1.2, скінів довільної форми.
- Підтримка практично всіх аудіоформатів, що підключається модульно.
- Прослуховування потокової музики.
- Плагіни.

## Виноски
1. https://github.com/audacious-media-player/audacious/releases/tag/audacious-3.8.2 [Архівовано 19 січня 2021 у Wayback Machine.]